# Mosepors
Mosepors (Myrica gale), ofte skrevet mose-pors, er en 1-1,5 meter høj busk, der vokser på heder og på næringsfattig bund i moser. Arten er vidt udbredt i tempererede og havprægede egne på den nordlige halvkugle. Alle overjordiske dele indeholder duftende stoffer, der har gjort planten populær som øl- og snapsekrydderi.

## Beskrivelse
Mosepors er en lav, løvfældende busk med en opstigende og rodslående, halvkugleformet vækstform. Porsens bark er først lysegrøn og fint håret. Senere bliver den brun, og til sidst er den grålig og let furet. Bladknopperne er spredte, udspærrede, ægformede, ret små og brune.
Bladene er smalle og omvendt ægformede med grove takker på den yderste halvdel. Oversiden er grågrøn med let indrullet rand, men undersiden er betydeligt lysere. Arten er særbo, og det betyder, at hvert individ er enten rent hanligt eller rent hunligt. Blomstringen sker før løvspring, og mens de hanlige rakler er tykke og meget iøjnefaldende, så er de hunlige anlæg skjult i bladknopperne. Hunplanterne sætter frugter i tætte aks.
Højde x bredde og årlig tilvækst: 1,5 x 1,5 m (30 x 30 cm/år).
Rodnettet består af højtliggende jordstængler med både overjordiske skud og spredte rødder. Pors har kvælstofsamlende aktinobakterier på rødderne, som sætter den i stand til at skaffe sig adgang til biologisk brugbart kvælstof (ligesom slægten el (Alnus) gør det).

## Hjemsted
Mosepors vokser cirkumpolart: fra det nordlige Asien og Nordeuropa over Canada til Alaska, men ikke i Grønland. Overalt danner den krat i sumpe og moser på mineralfattig jord i fuld sol. Her får den opfyldt sine krav til voksestedet: fuld sol, vedvarende våd bund, mineralfattig og sur jord.
I Danmark vokser den almindeligt i Vest-, Midt- og Nordjylland på fugtig bund på heder, klitheder og i moser.
Raunsø Mose nord for Bramming er sur og næringsfattig. Her vokser arten sammen med bl.a. benbræk, bukkeblad, rosmarinlyng, bævreasp, dunbirk, klokkelyng, rundbladet soldug, kragefod og tuekogleaks

## Anvendelse
Pors etablerede sig for alvor i Norden ved opkomsten af lyngheder for ca 2.000 år siden, men allerede i Egtvedpigens grav fra ældre broncealder finder vi pors som bestanddel af en drik, der virker som en blanding af øl og mjød. I gammel tid anvendtes pors som krydderurt i øl for frembringelse af en bitter smag, men blev senere erstattet af humle, der smager sødt og fik folk til at foretrække tysk øl, hvis de ellers havde råd til det. Den første skriftlige omtale af pors som ølkrydderi finder vi hos Hildegard af Bingen.
Blade og stængler af planten blev lagt i sengehalm for at holde lus og lopper væk, og afkog har været anvendt mod skab og som sårmedicin. Planten indeholder antibiotika (bakteriebekæmpelsesmidler), stoffer, som har været brugt i creme mod uren hud.
Der findes mindst 150 organiske forbindelser i pors. Mange af disse er ikke fundet andre steder i planteriget.
Pors er ophav til stednavne som Porsgrunn i Norge. Planten blev nævnt i love og forordninger i middelalderen. Når en gård skiftede ejer, indeholdt købekontrakten fortegnelse over porsmoser, og retten til at sanke pors der.
| Portal | Portal:Botanik |